# Шарль Курнуає
Шарль Курнуає (фр. Charle Cournoyer) — канадський ковзаняр, спеціалізується у шорт-треку, олімпійський медаліст, чемпіон світу та призер чемпіонатів світу.
Бронзовий призер зимових Олімпійських ігор 2014 року на дистанції 500 м та ігор 2018 року в естафеті.